# ماركوس بينتر
ماركوس بينتر (بالإنجليزية: Marcos Painter)‏ (17 أغسطس 1986 ببرمنغهام في المملكة المتحدة - ) هو لاعب كرة قدم أيرلندي في مركز الدفاع. شارك مع منتخب جمهورية أيرلندا تحت 21 سنة لكرة القدم. أما مع النوادي، فقد لعب مع برايتون أند هوف ألبيون وبرمنغهام سيتي وسوانزي سيتي ونادي بورتسموث ونادي بورنموث.

## وصلات خارجية
- ماركوس بينتر على موقع قاعدة بيانات كرة القدم.إي يو (الإنجليزية)
- ماركوس بينتر على موقع Soccerbase.com (لاعب) (الإنجليزية)
- ماركوس بينتر على موقع عالم كرة القدم.نت (الإنجليزية)